# Brown Brigade
I Brown Brigade sono stati un gruppo musicale formato dal chitarrista e cantante Dave "Brownsound" Baksh nel 2003.
L'esistenza della band è stata annunciata l'11 maggio 2006, quando Baksh, fino ad allora membro del gruppo pop punk canadese Sum 41, dichiarò che avrebbe lasciato il gruppo dopo esserne stato parte per oltre 10 anni. La divisione era causata dalla differente direzione musicale intrapresa dai Sum 41 rispetto a quella desiderata da Baksh. Come dichiarato dal leader, la band avrebbe sonorità confrontabili a quelle degli Iron Maiden.
Nel novembre 2006 è stato pubblicato il primo EP, Appetizer for Destruction, riferimento all'album dei Guns N' Roses Appetite for Destruction.
Il 25 settembre 2007 è uscito il primo e unico album in studio del gruppo, Into the Mouth of Badd(d)ness, pubblicato dalla Aquarius Records.

## Formazione

### Ultima
- Dave Baksh – chitarra, percussioni (2003-2009), voce (2006-2009)
- Vaughn Lal – basso, voce secondaria (2003-2009)
- Johnny "No-Triggers" Owens – batteria, percussioni (2003-2009)
- Chuck Coles – chitarra (2007-2009)

### Ex componenti
- Craig Pattison – chitarra (2003–2007)
- Cess Rock – voce (2004-2006)
- Travis Sanders – voce (2006)
- Lee Fairley – batteria, percussioni (2006)

## Discografia

### Album in studio
- 2007 – Into the Mouth of Badd(d)ness

### EP
- 2006 – Appetizer for Destruction